# Těrek (město)
Těrek (rusky Терек) je město v Kabardsko-Balkarské republice v Ruské federaci. Při sčítání lidu v roce 2010 měl bezmála devatenáct tisíc obyvatel.

## Poloha a doprava
Těrek leží v severním předhůří Velkého Kavkazu na pravém, východním břehu Těreku. Od Nalčiku, hlavního města Kabardsko-Balkarské republiky, je vzdálen přibližně šedesát kilometrů východně.
Přes Těrek vede páteřní železniční trať z Rostova na Donu přes Prochladnyj do Vladikavkazu.

## Dějiny
Těrek vznikl v roce 1876 jako staniční osídlení Murtazovo při nově otevřené železniční trati.   V roce 1920 zde začala výstavba správního střediska pro okolní oblast zvanou Malá Kabarda (Malaja Kabarda). S tím přichází i pojmenování inspirované názvem řeky. V roce 1945 se Těrek stává sídlem městského typu a v roce 1967 se stává městem.